# Dun an Sticir

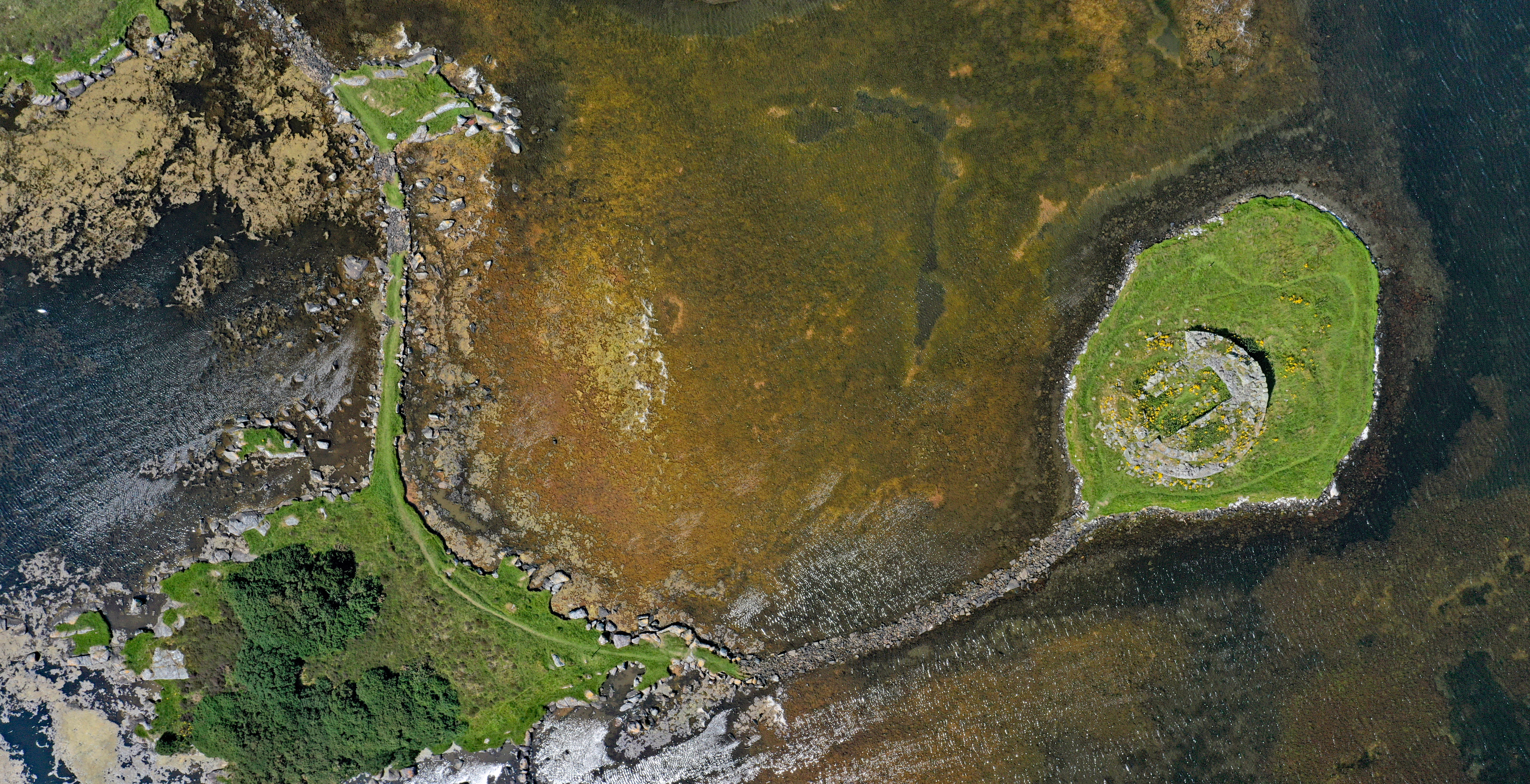
Eilean na Mi-Chomhairle und Dun im Loch an Sticir aus 120 m Höhe

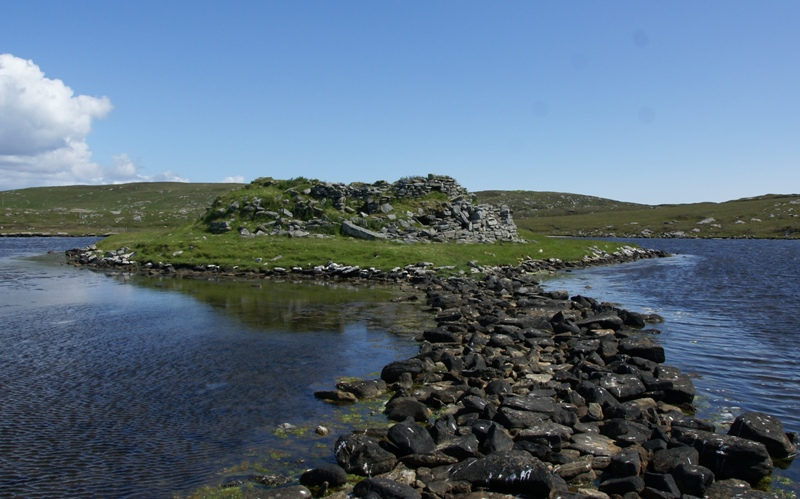
Dun an Sticir

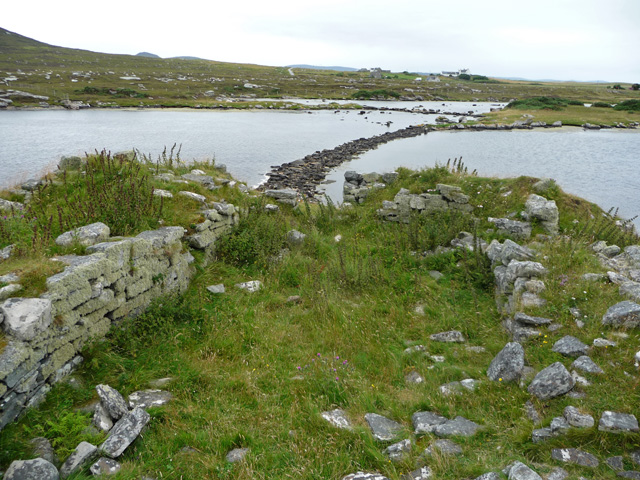
Dun an Sticir

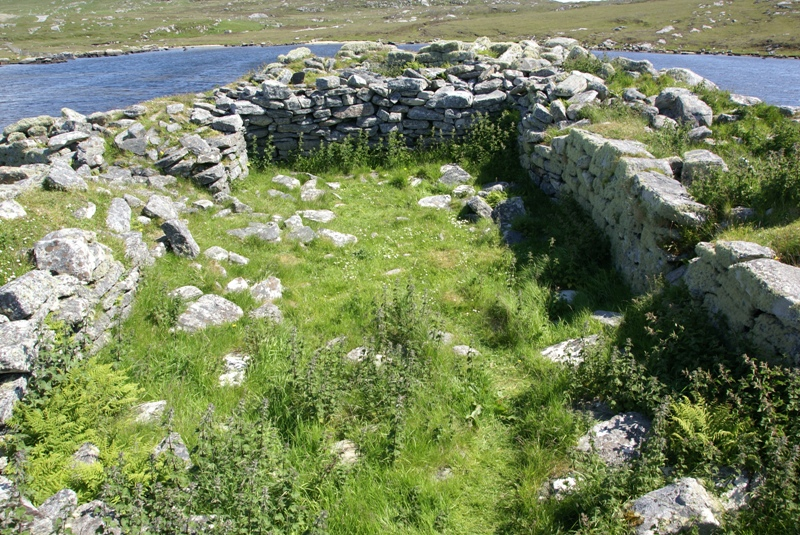
Dun an Sticir

Dun an Sticir (deutsch „Burg des Schleichers“) ist einer der besser erhaltenen Brochs in Schottland. Er liegt auf der Hebrideninsel North Uist, etwa 500 m südlich von Newtonferry (schottisch-gälisch Port nan Long), auf einer der beiden kleinen Inseln im Loch an Sticir. Die Anlage ist als Scheduled Monument geschützt.

## Beschreibung
In der Eisenzeit entstand hier zwischen 500 v. Chr. und der Zeitenwende ein Broch aus Trockenmauerwerk. Die Mauern sind stellenweise bis zu einer Höhe von mehr als drei Metern erhalten. Im Mittelalter wurde der Broch von oben her abgetragen, um aus seinen Steinen ein rechteckiges Gebäude zu errichten. Im Eingang gibt es Spuren einer so genannten Wächterzelle (englisch guard-cell) und innerhalb der Wand die Reste einer Nische. Nach einer Periode der Vernachlässigung unter normannischer Herrschaft (vom 9. bis 13. Jahrhundert) wurde der Broch im 16. Jahrhundert wieder instand gesetzt und eine Halle errichtet.
Auf die Insel gelangt man über einen bei hohem Wasserstand überfluteten Damm vom Nordende des Sees aus. Der drei Meter breite Steindamm, der die Insel über die Nachbarinsel Eilean na Mi-chomhairle mit dem Festland verbindet, ist jünger als ein Zugang über einen schmaleren Damm, der vom Südende des Sees ausgeht.
Die Überlieferung verbindet die Insel mit einem gewissen Hugh MacDonald (Uisdean Macghilleasbuig Chleirich) von Caisteal Uisdein, Verwalter von Nord-Uist. Er scheiterte 1586 bei dem Versuch, seinen Vetter Donald Gorm als Clanchef abzulösen und suchte hier Zuflucht, bevor er gefangen genommen wurde und in den Kerkern von Duntulm Castle auf Skye verstarb.
In der näheren Umgebung des Brochs befinden sich:
- der Steinkreis Beinn A Chaolais
- das Steinreihe Crois Mhic Jamain
- das Souterrain von Port nan Long